# 弥漫大B细胞淋巴瘤
弥漫大B细胞淋巴瘤（Diffuse large B-cell lymphoma DLBL or DLBCL）是一种常见的恶性淋巴瘤。占成人淋巴瘤患者近40%。

## 分型
根据其基因活性，DLBL可分为2种或3种主要亚型:
- 活化B细胞淋巴瘤（ABC-DLBCL）
- 生發中心B细胞淋巴瘤（GCB-DLBCL）
- 原发纵隔大B细胞淋巴瘤（PMBL）

## 治疗
标准化疗方案为CHOP方案。改良的R-CHOP方案（利妥昔单抗加环磷酰胺、长春新碱、多柔比星和泼尼松）可以改善生存率，尤其是对于老年人。但许多患者通过化学免疫治疗获得持久缓解，但高达50%的患者最终患有复发或难治性（R/R）疾病，进行二、三线治疗。

## 预后
生发中心亚型的预后最好，5年生存率达60%。